# Manuel Vicent
Manuel Vicent, né en 1936 à La Vilavella (province de Castellón), est un écrivain et journaliste espagnol.

## Biographie
Il obtient le prix Nadal en 1986 pour Balada de Caín (La Ballade de Caïn).
Il reçoit en 2010 la Médaille d'or du Círculo de Bellas Artes.

## Œuvres traduites en français
- La Ballade de Caïn [« Balada de Caín »], trad. de Chantal Mairot et Eduardo Jiménez, Paris, Éditions Robert Laffont, coll. « Pavillons », 1990, 188 p.  (ISBN 2-221-05607-8)
- La mort boit dans un grand verre [« La muerte bebe en vaso largo »], trad. de Gabriel Iaculli, Monaco-Paris, France, Le Rocher, coll. « Littérature », 1998, 253 p.  (ISBN 2-268-02774-0)
- Service des urgences, suivi de La Soupe d’Ulysse [« Servicio de urgencia » « La sopa de Ulises »], trad. de Gabriel Iaculli, Monaco-Paris, France, Le Rocher, coll. « Nouvelles », 2000, 71 p.  (ISBN 2-268-03519-0)